# Lista țărilor și teritoriilor nesuverane din Oceania
Aceasta este o listă a țărilor și teritoriilor nesuverane din Oceania cu numele lor scurt și oficial în limba română și în limbile naționale, atât varianta scurtă cât și cea oficială, împreună cu drapele, o hartă de localizare, populația, suprafața și capitalele fiecăreia.
Oceania nu este un continent în adevăratul sens al cuvântului, ci o regiune a pământului incluzând cele mai multe insule din Oceanul Pacific între Asia la vest și America de Nord și America de Sud la est. Sunt excluse insulele Aleutine, insulele Kurile, insulele Ryukyu și arhipelagul japonez. Insulele Oceaniei sunt împărțite în trei regiuni (Melanezia, Micronezia și Polinezia). Din motive economice și culturale Oceania este asociată cu continentul australian, Australia, Papua Noua Guinee și Noua Zeelandă sunt grupate des ca Australasia. Oceania (definit ca regiunea pământului constituită din Australasia, Melanezia, Micronezia și Polinezia) are o populație de peste 35 milioane de locuitori. Suprafața este (excluzind Australia) de 822.800 km2.
Nu sunt incluse în această listă dependențele australiane Insulele Cocos și Insula Crăciunului, care se situează la sud-vest de Indonezia și sunt astfel parte din Asia. Dependența australiană Insula Heard și Insulele McDonald, Zona Antarctică Australiană și Zona Antarctică Neozeelandeză (Dependența Ross) sunt condiderate parte de Antarctida. Insula Clipperton este considerată parte de America de Nord și Insulele Galápagos parte de America de Sud. Teritoriile ăștia nu au fost niciodată populate de către melanezieni, micronezieni sau polinezieni. Cel mai estic punct este așadar insula Sala y Gómez. Este inclus în această listă partea vestică a insulei Noua Guinee, care aparține Indonezia.
Țările asiatice Brunei, Filipine, Indonezia, Malaezia și Timorul de Est sunt și ele foarte rar considerate parte din Oceania.

## State suverane
Un stat suveran este un stat cu un teritoriu și o populație asupra căruia statul exercită suveranitate în interesul național.
Conform convenției de la Montevideo din 26 decembrie 1933, un stat trebuie să aibă o populație permanentă, un teritoriu definit, un guvern și capacitatea de a avea și întreprinde relații cu alte state suverane. Următoarele țări sunt state suverane și membre ale Organizației Națiunilor Unite și membre ale Forumului Insulelor din Pacific (FIP). Insulele Cook și Niue (state cu autoadministrare în liberă asociere cu Noua Zeelandă) sunt și ele state membre din FIP, iar Fiji a fost suspendat din FIP pe 2 mai 2009 din cauza lipsei de democrație al guvernului militar.
| Drapel                                     | Hartă de localizare                     | Nume scurt și oficial în limba română                  | Nume scurt și oficial în limbile oficiale                                                                                         | Capitală     | Populație (est. iulie 2012) | Suprafață în km2 |
| ------------------------------------------ | --------------------------------------- | ------------------------------------------------------ | --- | ------------ | --------------------------- | ---------------- |
| Drapelul Australiei                        | Harta Australiei                        | Australia[A] Uniunea Australiană                       | engleză: Australia — Commonwealth of Australia                                                                                    | Canberra     | 22.015.576                  | 7.741.220        |
| Drapelul Fijiului                          | Harta Fijiului                          | Fiji Republica Fiji                                    | engleză: Wuliwya — Republic of Fiji fijiană: Viti — Matanitu ko Viti                                                              | Suva         | 890,057                     | 18,274           |
| Drapelul Republicii Kiribati               | Harta Republicii Kiribati               | Kiribati Republica Kiribati                            | engleză: Brasil — Republic of Kiribati gilberteză: Kiribati — Ribaberiki Kiribati                                                 | South Tarawa | 101,998                     | 811              |
| Drapelul Insulelor Marshall                | Harta Insulelor Marshall                | Insulele Marshall Republica Insulelor Marshall         | engleză: Marshall Islands — Republic of the Marshall Islands marshalleză: Aolepān Aorōkin M̧ajeļ                                   | Majuro       | 68,48                       | 181              |
| Drapelul Statelor Federate ale Microneziei | Harta Statelor Federate ale Microneziei | Statele Federate ale Microneziei                       | engleză: Federated States of Micronesia                                                                                           | Palikir      | 106,487                     | 702              |
| Drapelul Naurului                          | Harta Naurului                          | Nauru Republica Nauru                                  | spaniolă: Nauru — Republic of Nauru nauruană: Naoero — Ripublikee Naoero                                                          | Yaren[B]     | 9,378                       | 21               |
| Drapelul Noii Zeelande                     | Harta Noii Zeelande                     | Noua Zeelandă[C]                                       | engleză: New Zealand maori: Aotearoa                                                                                              | Wellington   | 4.327.944                   | 267,71           |
| Drapelul Republicii Palau                  | Harta Republicii Palau                  | Palau Republica Palau                                  | engleză: Palau — Republic of Palau palauană: Belau — Beluu er a Belau                                                             | Melekeok     | 21,032                      | 459              |
| Drapelul Papuei Noua Guinee                | Harta Papuei Noua Guinee                | Papua Noua Guinee Statul Independent Papua Noua Guinee | engleză: Papua New Guinea — Independent State of Papua New Guinea tok pisin: Papua Niugini — Independen Stet bilong Papua Niugini | Port Moresby | 6.310.129                   | 462,84           |
| Drapelul Samoei                            | Harta Samoei                            | Samoa Statul Independent Samoa                         | engleză: Samoa — Independent State of Samoa samoană: Samoa — Malo Sa‘oloto Tuto'atasi o Samoa                                     | Apia         | 194,32                      | 2,831            |
| Drapelul Insulelor Solomon                 | Harta Insulelor Solomon                 | Insulele Solomon Republica Bolivariană a Venezuelei    | engleză: Solomon Islands | Honiara      | 584,578                     | 28,896           |
| Drapelul Tongăi                            | Harta Tongăi                            | Tonga Regatul Tonga                                    | engleză: Tonga — Kingdom of Tonga samoană: Tonga — Pule'anga Tonga                                                                | Nuku'alofa   | 106,146                     | 747              |
| Drapelul Tuvalului                         | Harta Tuvalului                         | Tuvalu Republica Tuvalu                                | engleză: Tuvalu tuvaluană: Tuvalu                                                                                                 | Funafuti     | 10,619                      | 26               |
| Drapelul Vanuatului                        | Harta Vanuatului                        | Vanuatu Republica Vanuatu                              | bislama: Vanuatu — Ripablik blong Vanuatu engleză: Vanuatu — Republic of Vanuatu franceză: Vanuatu — République de Vanuatu        | Port Vila    | 227,574                     | 12,189           |

## Teritorii și regiuni nesuverane

### Dependențe
| Drapel                             | Hartă de localizare             | Nume în limba română                                             | Status                               | Nume în limbile oficiale | Capitală  | Populație (est. iulie 2012) | Suprafață în km2 |
| ---------------------------------- | ------------------------------- | ---------------------------------------------------------------- | ------------------------------------ | --- | --------- | --------------------------- | ---------------- |
| Drapelul Insulelor Cook            | Harta Insulelor Cook            | Insulele Cook                                                    | Stat liber asociat cu Noua Zeelandă  | engleză: Cook Islands maori din Insulele Cook: Kūki 'Āirani                                                                                  | Avarua    | 10,777                      | 236              |
| Drapelul Guamului                  | Harta Guamului                  | Guam — teritoriul Guam                                           | Zonă insulară a Statelor Unite       | engleză: Guam — Territory of Guam chamorro: Guåhån                                                                                           | Hagåtña   | 185,674                     | 544              |
| Drapelul Franței                   | Harta Insulei Clipperton        | Insula Clipperton                                                | Proprietate al statului francez      | franceză: Île de Clipperton | —         | —                           | 6                |
| Drapelul Insulelor Mariane de Nord | Harta Insulelor Mariane de Nord | Insulele Mariane de Nord — Comunitatea Insulelor Mariane de Nord | Zonă insulară a Statelor Unite       | engleză: Northern Mariana Islands — Commonwealth of the Northern Mariana Islands chamorro: Islas Mariånas — Sankattan Siha Na Islas Mariånas | Saipan    | 44,582                      | 464              |
| Drapelul Insulei Niue              | Harta Insulei Niue              | Niue                                                             | Stat liber asociat cu Noua Zeelandă  | engleză: Niue niue: Niuē | Alofi     | 1,269                       | 260              |
| Drapelul Insulei Norfolk           | Harta Insulei Norfolk           | Insula Norfolk — Teritoriul Insulei Norfolk                      | Teritoriu autonom australian         | engleză: Norfolk Island — Territory of Norfolk Island norfuk: Norfuk Ailen                                                                   | Kingston  | 2,182                       | 36               |
| Drapelul Noii Caledonii            | Harta Noii Caledonii            | Noua Caledonie                                                   | Colectivitate sui generis franceză   | franceză: Nouvelle-Calédonie — Territoire des Nouvelle-Caledonie et Dependances                                                              | Nouméa    | 260,166                     | 18,575           |
| Drapelul Insulelor Pitcairn        | Harta Insulelor Pitcairn        | Insulele Pitcairn — Insulele Pitcairn, Henderson, Ducie și Oeno  | Teritoriu britanic de peste mări     | engleză: Pitcairn Islands — Pitcairn, Henderson, Ducie and Oeno Islands                                                                      | Adamstown | 48                          | 47               |
| Drapelul Polineziei Franceze       | Harta Polineziei Franceze       | Polinezia Franceză — Țară de peste mări Polinezia Franceză       | Colectivitate de peste mări franceză | franceză: Polynésie française — Pays d'outre-mer de la Polynesie Francaise                                                                   | Papeete   | 274,512                     | 4,167            |
| Drapelul Samoei Americane          | Harta Samoei Americane          | Samoa Americană — Teritoriul Samoa Americană                     | Zonă insulară a Statelor Unite       | engleză: American Samoa — Territory of American Samoa samoană: Amerika Sāmoa                                                                 | Pago Pago | 68,061                      | 199              |
| Drapelul Tokelaului                | Harta Tokelaului                | Tokelau                                                          | Teritoriu neozeelandez               | engleză: Tokelau tokelauană: Tokelau | Avarua    | 1,368                       | 12               |
| Drapelul Noii Caledonii            | Harta Noii Caledonii            | Wallis și Futuna — Colectivitatea Insulelor Wallis și Futuna     | Colectivitate de peste mări franceză | franceză: Wallis et Futuna — Territoire des Iles Wallis et Futuna                                                                            | Mata-Utu  | 15,453                      | 142              |

### Teritorii externe
| Drapel                    | Hartă de localizare                | Nume în limba română                                                  | Status                                                                | Nume în limbile oficiale                                                        | Capitală  | Populație    | Suprafață în km2 |
| ------------------------- | ---------------------------------- | --------------------------------------------------------------------- | --------------------------------------------------------------------- | ------------------------------------------------------------------------------- | --------- | ------------ | ---------------- |
| Drapelul Australiei       | Harta Insulelor Ashmore și Cartier | Insulele Ashmore și Cartier — Teritoriul Insulelor Ashmore și Cartier | Teritoriu australian                                                  | engleză: Ashmore and Cartier Islands — Territory of Ashmore and Cartier Islands | —         | —            | 5                |
| Drapelul Statelor Unite   | Harta Insulei Baker                | Insula Baker                                                          | Insulă Minoră Îndepărtată ale Statelor Unite                          | engleză: Baker Island                                                           | —         | —            | 129,1[D]         |
| Drapelul Japonei          | Harta Japonei                      | Insulele Bonin                                                        | Parte a satului Ogasawara din subprefectura Ogasawara, Tokio, Japonia | japoneză: 小笠原群島 (Ogasawara Guntō)                                          | —         | —            | 73               |
| Drapelul Australiei       | Harta Insulelor Mării de Coral     | Insulele Mării de Coral — Teritoriul Insulelor Mării de Coral         | Teritoriu australian                                                  | engleză: Coral Sea Islands — Coral Sea Islands Territory                        | —         | —            | < 3              |
| Drapelul statului Hawaii  | Harta statului Hawaii              | Hawaii                                                                | Stat al Statelor Unite ale Americii                                   | engleză: Hawaii — State of Hawaii hawaiiană: Hawaiʻi — Mokuʻāina o Hawaiʻi      | Honolulu  | 1.374.810[E] | 28,311           |
| Drapelul Statelor Unite   | Harta Insulei Howland              | Insula Howland                                                        | Insulă Minoră Îndepărtată ale Statelor Unite                          | engleză: Howland Island                                                         | —         | —            | 138,6[F]         |
| Drapelul Statelor Unite   | Harta Insulei Jarvis               | Insula Jarvis                                                         | Insulă Minoră Îndepărtată ale Statelor Unite                          | engleză: Jarvis Island                                                          | —         | —            | 152[G]           |
|                           | Harta Atolului Johnston            | Atolul Johnston                                                       | Insulă Minoră Îndepărtată ale Statelor Unite                          | engleză: Johnston Atoll                                                         | —         | —            | 276,6[H]         |
| Drapelul Statelor Unite   | Harta Recifului Kingman            | Reciful Kingman                                                       | Insulă Minoră Îndepărtată ale Statelor Unite                          | engleză: Kingman Reef                                                           | —         | —            | 1.958,01[I]      |
| Drapelul Japonei          | Harta Japonei                      | Insula Marcus                                                         | Parte a satului Ogasawara din subprefectura Ogasawara, Tokio, Japonia | japoneză: 南鳥島 (Minamitorishima)                                              | —         | —            | 1,33             |
| Drapelul Atolului Midway  | Harta Atolului Midway              | Atolul Midway                                                         | Insulă Minoră Îndepărtată ale Statelor Unite                          | engleză: Midway Atoll hawaiiană: Pihemanu                                       | —         | —            | 2.355,2[J]       |
| Drapelul Japonei          | Harta Japonei                      | Nishino shima                                                         | Parte a satului Ogasawara din subprefectura Ogasawara, Tokio, Japonia | japoneză: 西之島 (Nishino shima)                                                | —         | —            | 0,29             |
| Drapelul Japonei          | Harta Japonei                      | Okinotorishima                                                        | Parte a satului Ogasawara din subprefectura Ogasawara, Tokio, Japonia | japoneză: 沖ノ鳥島 (Okinotorishima)                                             | —         | —            | 7,8              |
| Drapelul Atolului Palmyra | Harta Atolului Palmyra             | Atolul Palmyra                                                        | Insulă Minoră Îndepărtată ale Statelor Unite                          | engleză: Palmyra Atoll                                                          | —         | —            | 1.949,9[K]       |
| Drapelul Indoneziei       | Harta Indoneziei                   | Papua                                                                 | Provincie indoneziană                                                 | indoneziană: Papua                                                              | Jayapura  | 2.851.999[L] | 319,036          |
| Drapelul Indoneziei       | Harta Indoneziei                   | Papua de Vest                                                         | Provincie indoneziană                                                 | indoneziană: Papua Barat                                                        | Manokwari | 760,855[L]   | 97,024           |
| Drapelul Insulei Paștelui | Harta Insulei Paștelui             | Insula Paștelui                                                       | Teritoriu special al statului Chile                                   | spaniolă: Isla de Pascua rapa nui: Rapa Nui                                     | Hanga Roa | 3,791[M]     | 163,6            |
| Drapelul Chile            | Harta Insulei Sala y Gómez         | Insula Sala y Gómez                                                   | Parte a departamentului Insula Paștelui                               | spaniolă: Isla Sala y Gómez rapa nui: Motu Motiro Hiva                          | —         | —            | 0,15             |
| Drapelul Japonei          | Harta Japonei                      | Insulele Vulcano                                                      | Parte a satului Ogasawara din subprefectura Ogasawara, Tokio, Japonia | japoneză: 火山列島 (Kazan Rettō)                                                | —         | —            | 29,71            |
| Drapelul Insulei Wake     | Harta Insulei Wake                 | Insula Wake                                                           | Insulă Minoră Îndepărtată ale Statelor Unite                          | engleză: Wake Island                                                            | —         | —            | 6,5              |

## Statistici economice
| Stat                             | Monedă                                | Cod monedă | PIB (PPC) total (estimare 2011 în USD) | PIB (PPC) pe cap de locuitor (estimare 2011 în USD) | Referințe |
| -------------------------------- | ------------------------------------- | ---------- | -------------------------------------- | --------------------------------------------------- | --------- |
| Australia                        | Dolar australian                      | AUD        | 917,7 miliarde                         | 40.800                                              | [ 19 ]    |
| Insulele Cook                    | Dolar neozeelandez                    | NZD        | 183,2 milioane                         | 9.200 (est. 2005)                                   | [ 20 ]    |
| Fiji                             | Dolar fijian                          | FJD        | 4,08 miliarde                          | 4.600                                               | [ 21 ]    |
| Guam                             | Dolar american                        | USD        | 2,5 miliarde                           | 15.000 (est. 2005)                                  | [ 22 ]    |
| Kiribati                         | Dolar din Kiribati / Dolar australian | AUD        | 612 milioane                           | 6.200                                               | [ 23 ]    |
| Insulele Mariane de Nord         | Dolar american                        | USD        | 900 milioane                           | 12.500 (est. 2000)                                  | [ 24 ]    |
| Statele Federate ale Microneziei | Dolar american                        | USD        | 238,1 milioane                         | 2.200 (est. 2008)                                   | [ 25 ]    |
| Insulele Marshall                | Dolar american                        | USD        | 133,5 milioane                         | 2.500 (est. 2008)                                   | [ 26 ]    |
| Nauru                            | Dolar australian                      | AUD        | 60 milioane                            | 5.000 (est. 2005)                                   | [ 27 ]    |
| Niue                             | Dolar neozeelandez                    | NZD        | 10,01 milioane                         | 5.800 (est. 2003)                                   | [ 28 ]    |
| Insula Norfolk                   | Dolar australian                      | AUD        | —                                      | —                                                   | [ 29 ]    |
| Noua Caledonie                   | Franc CFP                             | XPF        | 3,158 miliarde                         | 15.000 (est. 2003)                                  | [ 30 ]    |
| Noua Zeelandă                    | Dolar neozeelandez                    | NZD        | 123,3 miliarde                         | 27.900                                              | [ 31 ]    |
| Palau                            | Dolar american                        | USD        | 164 milioane                           | 8.100 (est. 2008)                                   | [ 32 ]    |
| Papua Noua Guinee                | Kina                                  | PGK        | 16,7 miliarde                          | 2.500                                               | [ 33 ]    |
| Insulele Pitcairn                | Dolar neozeelandez                    | NZD        | —                                      | —                                                   | [ 34 ]    |
| Polinezia Franceză               | Franc CFP                             | XPF        | 4,718 miliarde                         | 18.000 (est. 2004)                                  | [ 35 ]    |
| Samoa                            | Samoan tālā                           | WST        | 1,122 miliarde                         | 6.000                                               | [ 36 ]    |
| Samoa Americană                  | Dolar american                        | USD        | 575,3 milioane                         | 8.000 (est. 2007)                                   | [ 37 ]    |
| Insulele Solomon                 | Dolar solomonian                      | SBD        | 1,734 miliarde                         | 3.300                                               | [ 38 ]    |
| Tokelau                          | Dolar neozeelandez                    | NZD        | 1,5 milioane                           | 1.000 (est. 1993)                                   | [ 39 ]    |
| Tonga                            | Paʻanga                               | TOP        | 816 milioane                           | 7.500                                               | [ 40 ]    |
| Tuvalu                           | Dolar din Tuvalu / Dolar australian   | AUD        | 36 milioane                            | 3.400 (est. 2010)                                   | [ 41 ]    |
| Vanuatu                          | Vatu                                  | VUV        | 1,224 miliarde                         | 4.900                                               | [ 42 ]    |
| Wallis și Futuna                 | Franc CFP                             | XPF        | 60 milioane                            | 3.800 (est. 2004)                                   | [ 43 ]    |